# José Gragera
José Gragera Amado (Gijón, 14 maggio 2000) è un calciatore spagnolo, centrocampista del Deportivo La Coruña in prestito dall'Espanyol.

## Carriera

### Club
Cresciuto nel settore giovanile dello Sporting Gijón, debutta in prima squadra l'8 giugno 2019 in occasione dell'incontro di Segunda División vinto 1-0 contro il Cadice.

### Nazionale
Ha giocato nelle nazionali giovanili spagnole Under-19 ed Under-21.

## Statistiche
Statistiche aggiornate al 25 febbraio 2023.

### Presenze e reti nei club
| Stagione                | Squadra                 | Campionato              | Campionato | Campionato | Coppe nazionali | Coppe nazionali | Coppe nazionali | Coppe continentali | Coppe continentali | Coppe continentali | Altre coppe | Altre coppe | Altre coppe | Totale | Totale |
| Stagione                | Squadra                 | Comp                    | Pres       | Reti       | Comp            | Pres            | Reti            | Comp               | Pres               | Reti               | Comp        | Pres        | Reti        | Pres   | Reti   |
| ----------------------- | ----------------------- | ----------------------- | ---------- | ---------- | --------------- | --------------- | --------------- | ------------------ | ------------------ | ------------------ | ----------- | ----------- | ----------- | ------ | ------ |
| 2017-2018               | Sporting Gijón B        | SDB                     | 1          | 0          |                 | -               | -               |                    | -                  | -                  |             | -           | -           | 1      | 0      |
| 2018-2019               | Sporting Gijón B        | SDB                     | 32         | 1          |                 | -               | -               |                    | -                  | -                  |             | -           | -           | 32     | 1      |
| 2019-2020               | Sporting Gijón B        | SDB                     | 23         | 0          |                 | -               | -               |                    | -                  | -                  |             | -           | -           | 23     | 0      |
| Totale Sporting Gijón B | Totale Sporting Gijón B | Totale Sporting Gijón B | 56         | 1          |                 | -               | -               |                    | -                  | -                  |             | -           | -           | 56     | 1      |
| 2018-2019               | Sporting Gijón          | SD                      | 1          | 0          | CR              | 0               | 0               |                    | -                  | -                  |             | -           | -           | 1      | 0      |
| 2019-2020               | Sporting Gijón          | SD                      | 4          | 0          | CR              | 0               | 0               |                    | -                  | -                  |             | -           | -           | 4      | 0      |
| 2020-2021               | Sporting Gijón          | SD                      | 32         | 1          | CR              | 1               | 0               |                    | -                  | -                  |             | -           | -           | 33     | 1      |
| 2021-2022               | Sporting Gijón          | SD                      | 37         | 1          | CR              | 2               | 0               |                    | -                  | -                  |             | -           | -           | 39     | 1      |
| 2022-gen. 2023          | Sporting Gijón          | SD                      | 17         | 2          | CR              | 3               | 0               |                    | -                  | -                  |             | -           | -           | 20     | 2      |
| Totale Sporting Gijón   | Totale Sporting Gijón   | Totale Sporting Gijón   | 91         | 4          |                 | 6               | 0               |                    | -                  | -                  |             | -           | -           | 97     | 4      |
| gen.-giu. 2023          | Espanyol                | PD                      | 4          | 0          | CR              | -               | -               |                    | -                  | -                  |             | -           | -           | 4      | 0      |
| Totale carriera         | Totale carriera         | Totale carriera         | 151        | 5          |                 | 6               | 0               |                    | -                  | -                  |             | -           | -           | 157    | 5      |